# Ямкинский сельский округ
Ямкинский сельский округ — упразднённая административно-территориальная единица, существовавшая на территории Ногинского района Московской области в 1994—2006 годах.
Ямкинский сельсовет был образован в первые годы советской власти. По данным 1919 года он входил в состав Ямкинской волости Богородского уезда Московской губернии.
21 апреля 1924 года Ямкинский с/с был передан в новую Пригородную волость.
В 1926 году Ямкинский с/с включал село Ямкино и хутор близ него.
В 1929 году Ямкинский сельсовет вошёл в состав Богородского района Московского округа Московской области.
5 ноября 1929 года Богородский район был переименован в Ногинский.
14 июня 1954 года к Ямкинскому с/с были присоединены Молзинский и Починковский с/с.
16 июля 1959 года к Ямкинскому с/с было присоединено селение Воскресенское упразднённого Пашуковского с/с.
5 ноября 1959 года из Черноголовковского с/с в Ямкинский были переданы селения Боково и Дядькино, а из Балобановского с/с — селение Громково.
31 июля 1962 года из Ямкинского с/с в восстановленный Пашуковский с/с были переданы селения Боково, Воскресенское, Громково и Дядькино.
1 февраля 1963 года Ногинский район был упразднён и Ямкинский с/с вошёл в Орехово-Зуевский сельский район. 11 января 1965 года Ямкинский с/с был возвращён в восстановленный Ногинский район.
30 мая 1978 года в Ямкинском с/с было упразднено селение Буреломка.
3 февраля 1994 года Ямкинский с/с был преобразован в Ямкинский сельский округ.
18 февраля 2004 года в Ямкинском с/о посёлок Центральной усадьбы совхоза им. Чапаева был присоединён к селу Ямкино.
В ходе муниципальной реформы 2004—2005 годов Ямкинский сельский округ прекратил своё существование как муниципальная единица. При этом посёлок Колышкино Болото и деревня Молзино были переданы в городское поселение Ногинск, а село Ямкино и деревни Починки и Соколово — в сельское поселение Ямкинское.
29 ноября 2006 года Ямкинский сельский округ исключён из учётных данных административно-территориальных и территориальных единиц Московской области.